# Group Therapy Radio
Group Therapy Radio (anche conosciuto come Above & Beyond Group Therapy Radio e abbreviato come ABGT) è un programma radiofonico settimanale ospitato dal gruppo trance Above & Beyond.
Successore di Trance Around the World, lo show trasmesso dagli studi degli Above & Beyond a Londra ogni venerdi dalle ore 20 alle 22 è presentato in rotazione tra i tre DJ del gruppo, concedendo ad un artista 'esterno' di riprodurre un suo mix di 30 minuti nella parte finale dello show.

## Lancio
Il 2 novembre 2012, il gruppo Above & Beyond annunciò che l'Episodio 450 di Trance Around the World sarebbe stato l'ultimo della serie. 
Il 5 novembre 2012 venne annunciato Group Therapy Radio, chiamato con lo stesso nome del loro secondo album Group Therapy.
In aggiunta, il gruppo affermò che ABGT avrebbe seguito un format simile a quello di TATW. Nuovi strumenti interattivi online sono stati aggiunti alla trasmissione per migliorare l'esperienza dell'ascoltatore.

## Caratteristiche

### Record of the Week (singolo della settimana)
Il Record of the Week viene scelto da Above & Beyond come loro scelta personale della migliore traccia dello show. Questa scelta era già presente nel predecessore, Trance Around the World.

### Push The Button
Con Push The Button gli ascoltatori scelgono la loro traccia preferita votando sul sito degli Above & Beyond. In TATW questa scelta veniva definita come Stuck In The Box.

### Guest Mix
Nel Guest Mix settimanale viene riprodotta una performance live o registrata appartenente ad un DJ ospite negli ultimi 30 minuti dello show. Armin Van Buuren ha inaugurato questa parte dello show con un suo mix nell'Episodio 002 dello show.